# 莱特森贝特·吉迪
莱特森贝特·吉迪（Letesenbet Gidey，1998年3月20日—）是埃塞俄比亚长跑运动员。她是2015年和2017年U20越野世锦赛冠军，是第四位蝉联冠军的女性。在2019年多哈世锦赛上，吉迪获得万米银牌。2020年10月7日，在NN瓦伦西亚世界纪录日，她以14分06秒62的成绩创造了新的女子5000米世界纪录。